# 新斯維特 (羅夫諾州)
50°20′20″N 26°9′55″E / 50.33889°N 26.16528°E
新斯維特（烏克蘭語：Новий Світ），是烏克蘭的村落，位於該國西北部羅夫諾州，由羅夫諾區負責管轄，面積3.03平方公里，海拔高度294米，2001年人口66，人口密度每平方公里21.8人。